# بطليموس
بَطْلَيْمُوسُ (باللام فالياء) الْقَلُوذِيّ (بالإغريقية: Κλαύδιος Πτολεμαῖος): حكيمٌ يونانيٌّ، رياضي، فلكي، جغرافيّ، منجم، شاعر الحكمة الساخرة في الأنثولوجيا الإغريقية. من أهل القرن الثاني للميلاد، وُلِد نحو سنة 100م وتُوفّي قُرْب الإِسْكَندريّة نحو 180م. وهو وصاحِب كتاب المَجَسْطي. يقوم نظامُه الفَلَكيّ على أَساس أنّ الأَرْضَ ثابِتَة، وأَنَّ الأَفْلاك تَدُور حَوْلَها.
بطليموس هو مؤلف العديد من الأطروحات العلمية التي تنوعت مجالاتها، كان لإثنان منها تأثير كبير على العلوم الغربية والشرقية. أولهما هو كتاب المجسطي والآخر هو كتاب الجغرافية ويعد هذا الأخير  تجميعا للمعرفة الجغرافية للعالم اليوناني الروماني. يعد عمل بطليموس استمرارية لتطور طويل في العلوم القديمة يقوم على ملاحظة النجوم والأعداد والحساب والقياس.  

## أعماله في علم الفلك
تمركزت معظم أعماله الفلكية في كتاب المَجَسْطي - وهي لفظة يونانية الأصل ومعناها (الأعظم) - هي أهم آثار بَطْلَيموس، ألفها حوالى العام 150م. كانت مرجعاً رئيسياً لعلماء الفلك العرب والأوروبيين حتى مطلع القرن السابع عشر الميلادي تقريباً. ترجمت إلى العربية، نقلاً من السريانية، عام 827م، ثم ترجمت إلى اللاتينية، نقلاً عن العربية، في النصف الثاني من القرن الثاني عشر الميلادي. ويقسم كتاب المجسطي إلى ثلاثة عشر جزءاً.
في البدء طور علماء الفلك البابليون عدة تقنيات حسابية للتنبؤ بالظواهر الفلكية، حيث  سجلوا بعناية لقرون، ملاحظات قيمة حول مواقف النجوم ومواقيت الخسوف والكسوف. قام بعض الفلكيون الإغريق القدامى كإيودوكسوس من كنيدوس وأبرخش بدراسة هذه الملاحظات ودمجها مع حساباتهم، وأسسوا نماذج هندسية ونظريات (نظرية الأطوار) لحساب تحركات بعض الأجرام السماوية.  
قام بطليموس بدراسة هذه النماذج وتطويرها، لا سيما عن طريق إضافة مفهوم معدل المسار. وقدر أن  الشمس كانت  بعيدة بمتوسط مسافة 1,210 من نصف قطر الأرض، في حين أن قطر النجوم كان 20,000 مرة قطر الأرض. كما أنتج بطليموس أيضًا دليلا يهدف إلى إجراء حسابات لمواقع النجوم والكسوف، وسماها «جداول سهلة» أو أحيانًا «جداول يدوية». بقيت هاته الجداول مستخدمة بشكل مباشر أو غير مباشر كمراجع لمدة تزيد عن عشر قرون  إلى أن تقدمت أدوات المراقبة وبزغت النظريات الجديدة التي وضعها نيكولاس كوبرنيكوس ويوهانس كيبلر.